# Annegret Lingenberg
Annegret Lingenberg (* 29. Oktober 1941) ist eine deutsche evangelische Theologin.
Nach einer Familienphase studierte Lingenberg Theologie und wurde 2000 zur ersten Pfarrerin im Ehrenamt der Evangelischen Landeskirche in Baden ordiniert. Als Referentin des Konfessionskundlichen Instituts Bensheim hat sie sich in zahlreichen Veröffentlichungen mit dem Anglikanismus befasst. Sie war Bezirkssynodale, zwölf Jahre lang Synodale der badischen Landeskirche und 18 Jahre lang Mitglied der EKD-Synode, wo sie dem Europa-Ausschuss vorsaß. In Anerkennung ihrer jahrzehntelangen ehrenamtlichen Tätigkeit erhielt sie am 5. Dezember 2012 aus der Hand des baden-württembergischen Ministerpräsidenten Winfried Kretschmann das Bundesverdienstkreuz am Bande.
Lingenberg war mit dem Mathematiker Rolf Lingenberg verheiratet und hat drei Kinder, darunter den Musiker und Altphilologen Wilfried Lingenberg.

## Schriften (Auswahl)
- Christus im Wort: Predigten zum Kirchenjahr. Fromm, Saarbrücken 2012, ISBN 978-3-8416-0286-2.